# 大卫·李 (澳大利亚音响工程师)
大卫·李（英語：David Lee，1958年9月6日—）为一位音讯工程师。他曾获得1次奥斯卡最佳音响效果奖，并得到1次提名。自1981年起他曾参与制作过近40部电影。

## 精选影视作品
李曾经获得过1次奥斯卡奖，并得到1次提名。
获奖：
- 黑客帝国 (1999)[2]

提名：
- 坚不可摧 (2014)[3]